# Perbaungan
Perbaungan är en ort i Indonesien.   Den ligger i provinsen Sumatera Utara, i den västra delen av landet, 1 400 km nordväst om huvudstaden Jakarta. Perbaungan ligger 19 meter över havet och antalet invånare är 157 174.
Terrängen runt Perbaungan är mycket platt, och sluttar norrut. Runt Perbaungan är det tätbefolkat, med 493 invånare per kvadratkilometer. Närmaste större samhälle är Percut, 12,0 km nordväst om Perbaungan. Trakten runt Perbaungan består till största delen av jordbruksmark.